# Jan Šibík
Jan Šibík (15 avril 1963, Prague), est un reporter-photographe tchèque qui travaille essentiellement pour le magazine Reflex. Il est célèbre pour ses photos couvrant les conflits en Tchétchénie, au Rwanda, en Sierra Leone et au Libéria mais aussi la vie quotidienne en Tchéquie.
Il est quarante fois nommés et par deux fois lauréat du Czech Press Photo (en 1995 et 1999) ainsi que du concours Fujifilm Press Photographer. En 2004, il obtient un troisième prix au World Press Photo dans la catégorie sport pour un reportage sur les lutteurs indiens.